# 八帶兔脂鯉
八帶兔脂鯉，為輻鰭魚綱脂鯉目脂鯉亞目上口脂鯉科的其中一個種，分布於南美洲巴西巴拉那河上游流域，體長可達23.5公分，棲息在底中層水域，以植物為食，生活習性不明，可做為觀賞魚。